# Шишаки (Львовская область)
Шишаки (укр. Шишаки) — село в Великомостовской городской общине Шептицкого района Львовской области Украины.
Население по переписи 2001 года составляло 240 человек. Почтовый индекс — 80071. Телефонный код — 3257.